# Біскупець (Новомейський повіт)
Біскупець (пол. Biskupiec, нім. Bischofswerder) — село в Польщі, у гміні Біскупець Новомейського повіту Вармінсько-Мазурського воєводства.
Населення — 1871 особа (2011).
У 1975-1998 роках село належало до Торунського воєводства.

## Демографія
Демографічна структура станом на 31 березня 2011 року:
|          | Загалом | Допрацездатний вік | Працездатний вік | Постпрацездатний вік |
| -------- | ------- | ------------------ | ---------------- | -------------------- |
| Чоловіки | 920     | 208                | 641              | 71                   |
| Жінки    | 951     | 202                | 568              | 181                  |
| Разом    | 1871    | 410                | 1209             | 252                  |